# アルジャン・ブラー
アルジャン・ブラー（Arjan Bhullar、男性、1986年5月13日 - ）は、カナダのレスリング選手、総合格闘家。ブリティッシュコロンビア州バンクーバー出身。アメリカン・キックボクシング・アカデミー所属。元ONE世界ヘビー級王者。インド系カナダ人初のオリンピック代表選手。

## 来歴
元はアマチュアレスラーであった父親の影響でレスリングを始め、サイモンフレーザー大学ではNAIAで2度の優勝を果たした。2012年8月、ロンドンオリンピックのフリースタイル120kg級に出場し、敗退後の2014年にプロ総合格闘技デビュー。

### UFC
2017年9月9日、UFC初参戦となったUFC 215でルイス・エンリケと対戦し、3-0の判定勝ちを収めた。

### ONE Championship
2019年10月13日、ONE初参戦となったONE Championship: Century Part 2でマウロ・サリーリと対戦し、3-0の判定勝ち。
2021年5月15日、ONE Championship: DangalのONE世界ヘビー級タイトルマッチで王者ブランドン・ヴェラに挑戦し、パウンドで2RTKO勝ちを収め、王座獲得に成功した。
2023年6月23日、ONE Friday Fights 22: Prajanchai vs. Sam-A 2のONE世界ヘビー級王座統一戦で2年ぶりの再起戦として暫定王者アナトリー・マリキンと対戦し、パウンドで3RTKO負け。王座統一に失敗すると共に正規王座から陥落した。
2024年3月1日、ONE 166: Qatarでアミル・アリアックバリと対戦するも、2R中にアリアックバリの攻撃をかわし続けるブラーに2枚、3R終盤に1枚と合計3枚のイエローカードを与えられ失格となった。

## 人物・エピソード
- インドの宗教であるシク教を信仰している[1][3]。
- UFCのユニフォーム制度ではカナダではなくインドを選択している。

## 戦績
| 総合格闘技 戦績 | 総合格闘技 戦績 | 総合格闘技 戦績 | 総合格闘技 戦績 | 総合格闘技 戦績 | 総合格闘技 戦績 | 総合格闘技 戦績 |
| --------------- | --------------- | --------------- | --------------- | --------------- | --------------- | --------------- |
| 14 試合         | (T)KO           | 一本            | 判定            | その他          | 引き分け        | 無効試合        |
| 11 勝           | 4               | 0               | 7               | 0               | 0               | 0               |
| 3 敗            | 1               | 1               | 0               | 1               | 0               | 0               |

| 勝敗 | 対戦相手               | 試合結果                              | 大会名                                                                     | 開催年月日     |
| ×    | アミル・アリアックバリ | 3R 4:15 失格（イエローカード3枚提示） | ONE 166                                                                    | 2024年3月1日   |
| ×    | アナトリー・マリキン   | 3R 2:42 TKO（パウンド）               | ONE Friday Fights 22: Prajanchai vs. Sam-A 2 【ONE世界ヘビー級王座統一戦】 | 2023年6月23日  |
| ○    | ブランドン・ヴェラ     | 2R 4:27 TKO（パウンド）               | ONE Championship: Dangal 【ONE世界ヘビー級タイトルマッチ】                 | 2021年5月15日  |
| ○    | マウロ・セリーリ       | 5分3R終了 判定3-0                     | ONE Championship: Century Part 2                                           | 2019年10月13日 |
| ○    | フアン・アダムス       | 5分3R終了 判定3-0                     | UFC Fight Night: Iaquinta vs. Cowboy                                       | 2019年5月4日   |
| ○    | マルセロ・ゴルム       | 5分3R終了 判定3-0                     | UFC Fight Night: Volkan vs. Smith                                          | 2018年10月27日 |
| ×    | アダム・ウィチョレク   | 2R 1:59 オモプラッタ                  | UFC on FOX 29: Poirier vs. Gaethje                                         | 2018年4月14日  |
| ○    | ルイス・エンリケ       | 5分3R終了 判定3-0                     | UFC 215: Nunes vs. Shevchenko 2                                            | 2017年9月9日   |
| ○    | ジョー・イェーガー     | 5分3R終了 判定3-0                     | BFL 48: Battlefield Fight League                                           | 2017年4月29日  |
| ○    | クリス・カタラ         | 1R 4:29 TKO（パンチ連打）             | HKFC: Hard Knocks 51                                                       | 2016年10月14日 |
| ○    | ライアン・ポクリフキー | 5分5R終了 判定3-0                     | BFL 45: Ascension 【BFLヘビー級タイトルマッチ】                            | 2016年9月17日  |
| ○    | ブレイク・ナッシュ     | 2R終了時 TKO（ドクターストップ）      | BFL 39: Halloween Hell 【BFLヘビー級王座決定戦】                           | 2015年10月17日 |
| ○    | ジョン＝テイン・ホール | 5分3R終了 判定3-0                     | HKFC: Hard Knocks 44                                                       | 2015年6月28日  |
| ○    | アダム・サントス       | 3R 2:29 TKO（パンチ連打）             | BFL 33: Battlefield Fight League                                           | 2014年11月7日  |

## 獲得タイトル
- コモンウェルスゲームズ レスリング フリースタイル120kg級 優勝（2010年）
- グランプリ・オブ・ドイツ フリースタイル120kg級 優勝（2012年）
- BFLヘビー級王座（2015年）
- 第2代ONE世界ヘビー級王座（2021年）

## 表彰
- クイーン・ダイヤモンド・ジュビリー・メダル
- サイモンフレーザー大学 アスリート・オブ・ザ・イヤー（2008年）
- レスリング カナダ最優秀選手（2009年）